# 楊屋道市政大廈

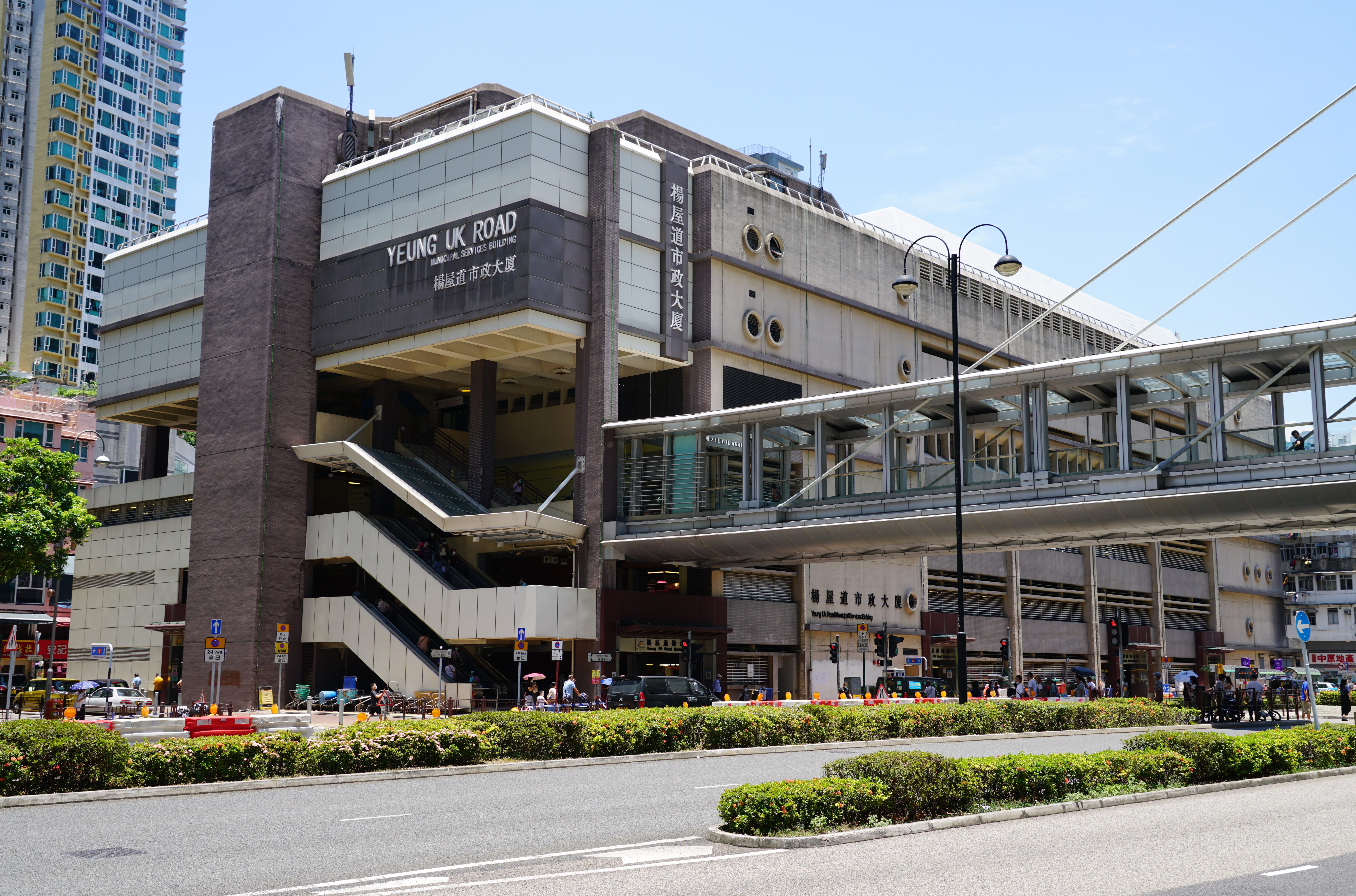
翻新後的楊屋道市政大廈

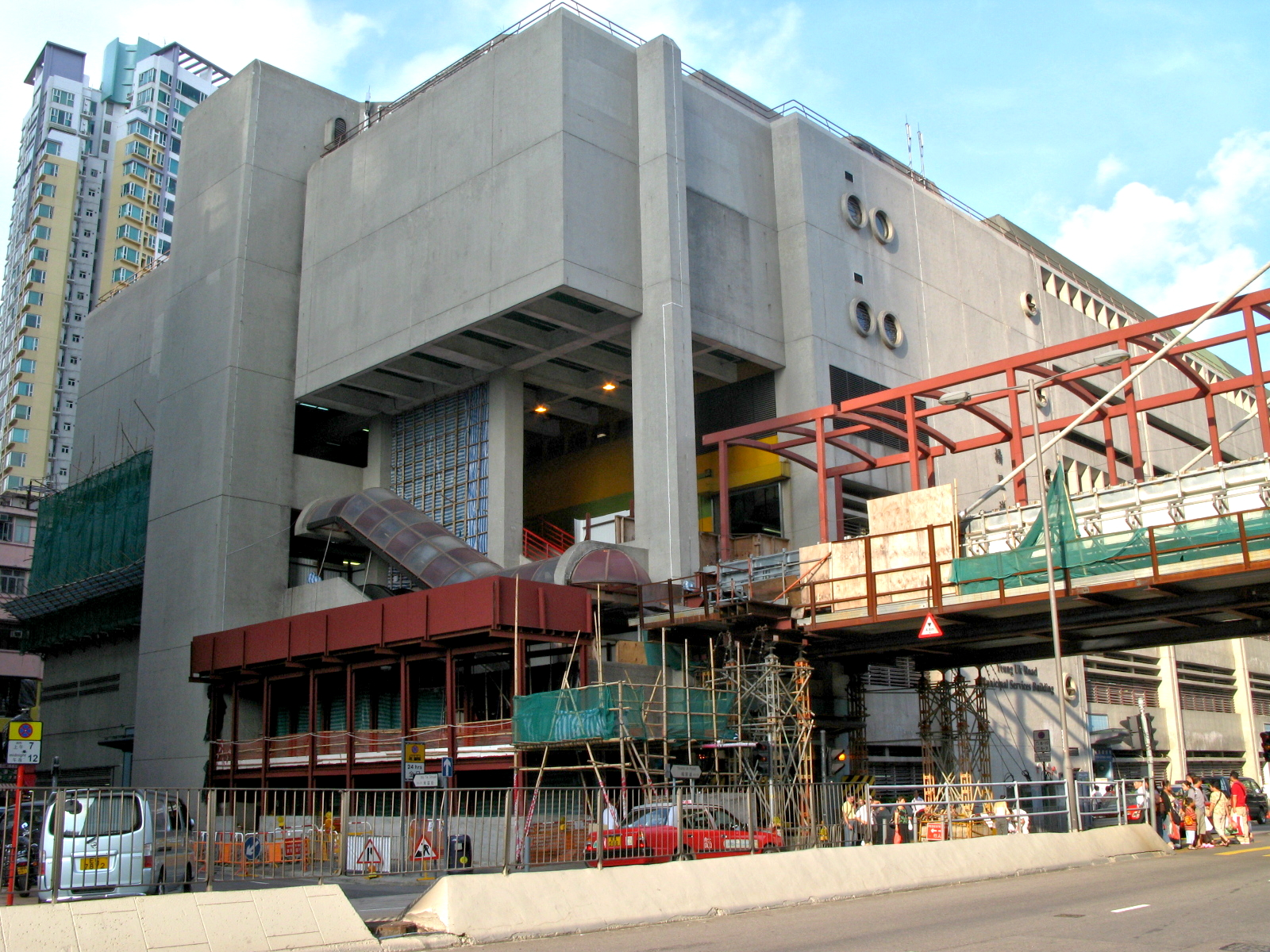
翻新前的楊屋道市政大廈 (2007年)

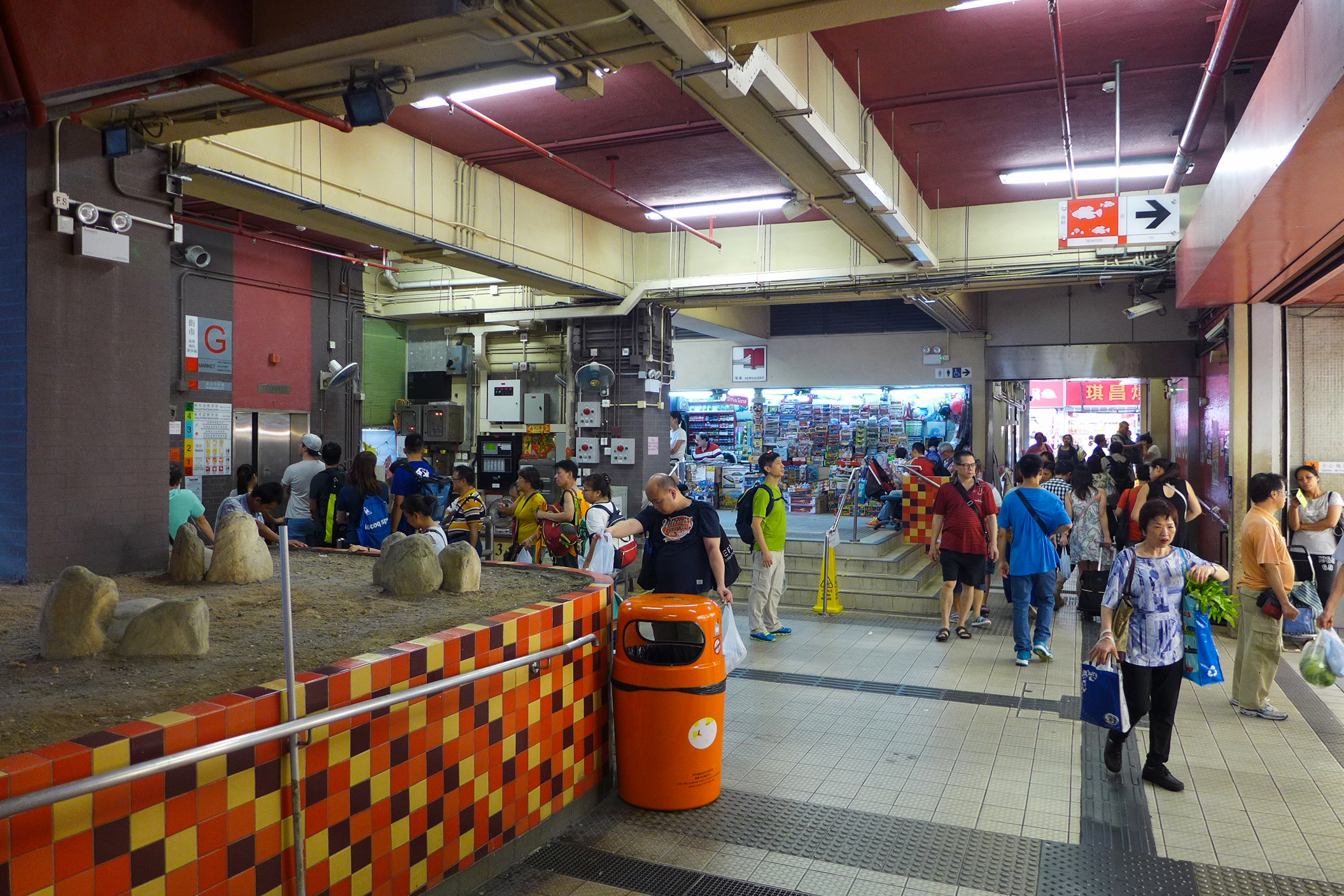
楊屋道市政大廈地下大堂

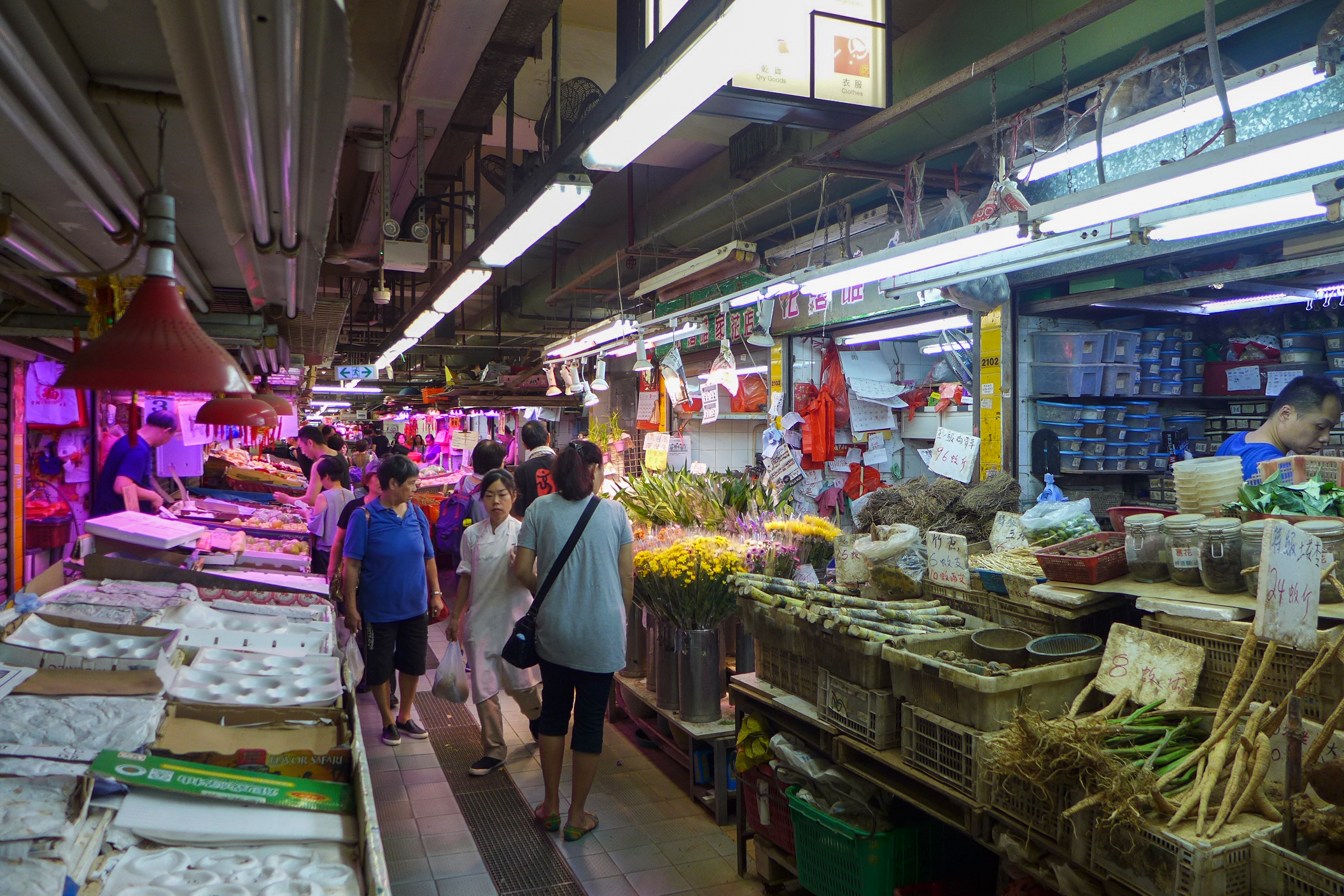
楊屋道街市

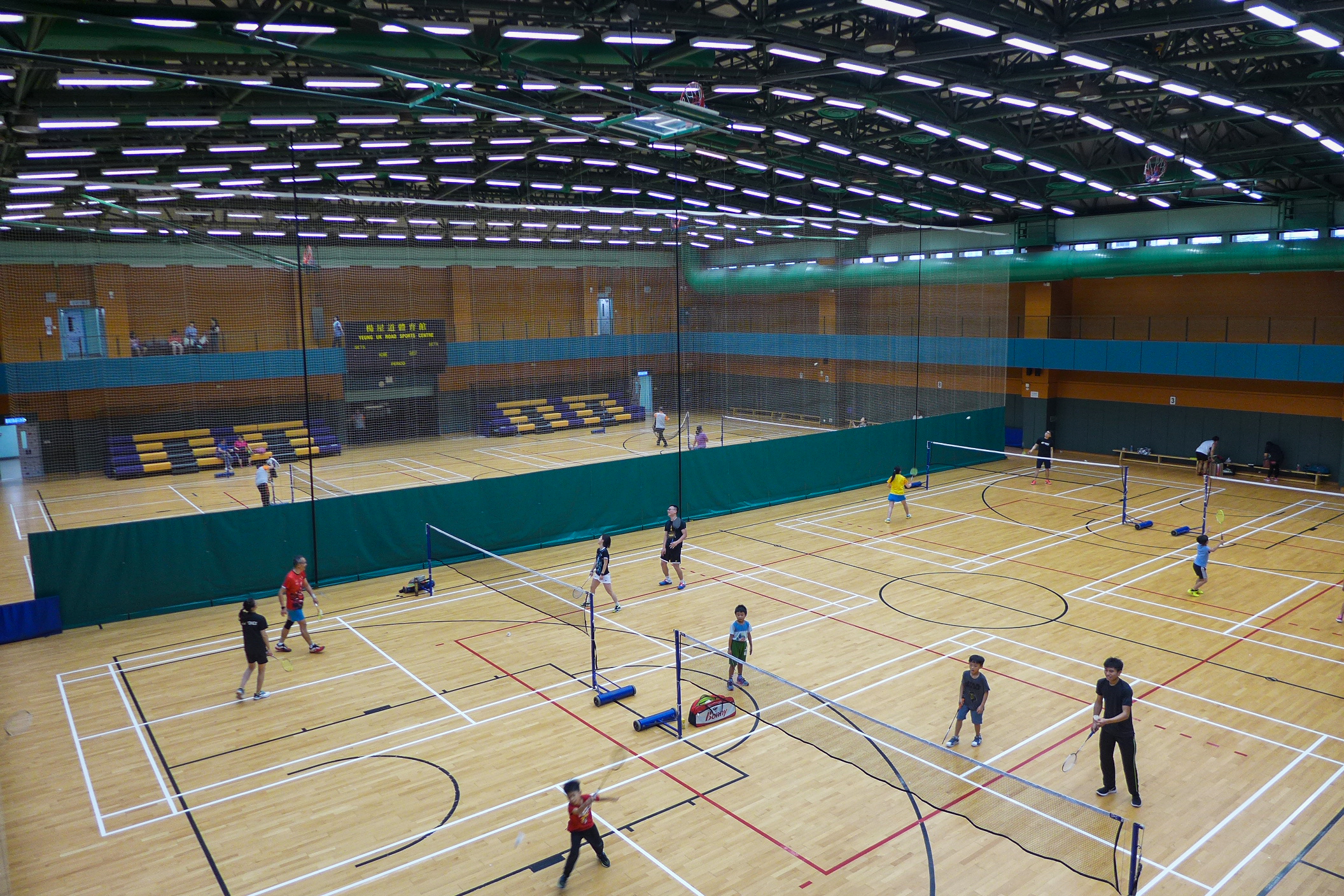
楊屋道體育館

楊屋道市政大廈（英語：Yeung Uk Road Municipal Services Building），又稱楊屋道綜合大樓（英語：Yeung Uk Road Complex），是香港一座多用途的市政大樓，位處於新界荃灣市中心舊區的楊屋道45號，在1990年7月14日啟用，由區域市政局副主席陳偉業（現人民力量前任立法會議員）主持開幕典禮。市政大廈的設施包括楊屋道街市、楊屋道體育館及政府辦公室等。楊屋道市政大廈設有一條行人天橋橫跨楊屋道，天橋直接通往如心廣場1樓商場。現在，楊屋道街市跟荃灣街市大樓一樣，由食物環境衞生署管理，清潔則外判予相同一家私人承包商。

## 樓層
- 地下至2樓：楊屋道街市
  - 地下：管理處、海鮮、報紙雜誌
  - 1樓：燒味、生肉、家禽
  - 2樓：蔬菜、水果、鮮花、成衣、雜貨
- 3樓：政府辦公室
- 4樓及5樓：楊屋道體育館（設多用途主場、2個多用途活動室、4個壁球室、健身室和乒乓球室）

## 流行文化
2022年5月，網上流傳街市豬肉檔一名豬肉切割員外表俊朗，被形容為「荃灣AK」或「荃灣豬肉檔AK」，也與男星張天賦、MIRROR成員Anson Kong及羅志祥等相近。因而吸引不少師奶和少女到場追棒，更有粉絲組成「荃灣鮮肉威威應援團」。

## 鄰近
- 荃新天地
- 如心廣場
- 荃灣公園
- 禾笛街
- 川龍街
- 河背街
- 荃灣豪華廣場
- 大河道
- 眾安街
- 御凱
- 協和廣場 (荃灣)
- 荃灣大會堂